# Протесты в Грузии (2011)
Протесты в Грузии (2011) — различные антиправительственные протесты в Грузии против президента Михаила Саакашвили. 
Протесты начались 21 мая 2011 года, когда свыше 10,000 грузин присутствовали на демонстрации в Тбилиси, требуя отставки президента Грузии Михаила Саакашвили. В Батуми также прошли демонстрации, где участники попытались прорваться в здание местной телестудии. Эксспикер и председатель партии Демократическое движение-Единая Грузия Нино Бурджанадзе — лидер демонстрантов. С протестующими в Батуми произошли короткие столкновения с полицией. 26-го мая около 00:15 грузинская полиция начала подавлять протестантов слезоточивом газом и резиновыми пулями. В результате погибло 2 человека и около 37 человек были ранены.